# Изабелла (кратер)
Изабелла — второй по величине ударный кратер на Венере. Назван в честь королевы Кастилии XV века Изабеллы I (название утверждено МАС в 1994 году).

## Потоки
От Изабеллы исходят две протяжённые застывшие потокоподобные структуры, вытянутые на юг и на юго-восток. Конец южного потока частично окружает круглый 40-километровый щитовидный вулкан, образовавшийся ранее этого потока. Юго-восточный поток имеет сложные структуры из каналов и частей потока, а его юго-восточная оконечность накрыта выбросами из более позднего 20-километрового кратера Кон (лат. Cohn). Эти потоки, уникальные для венерианских кратеров, являются предметом непрерывного изучения для большого числа учёных, занимающихся планетной геологией. Считается, что эти потоки могут состоять из «ударного расплава» скалы, расплавленной от энергии, выделившейся при ударном взрыве. Альтернативная гипотеза рассматривает их, как селевые потоки, которые могли состоять из облаков горячих газов вкупе с расплавленными и твёрдыми скальными компонентами, промчавшиеся по ландшафту во время столкновения, аналогично процессу, произошедшему при яростном извержении вулкана Пинатубо на острове Лусон в 1991 году.